# Hoonigan Racing Division
El Hoonigan Racing Division (previamente conocido como el Monster World Rally Team) es un equipo estadounidense de carreras de autos. El equipo compite en el Campeonato Mundial de Rallycross de la FIA desde 2014 previamente compitió en el World Rally Championship, en el FIA European Rallycross Championship y en el Global RallyCross Championship.

## Historia
El equipo fue formado por Ken Block a principios de 2010 como una plataforma para que él pudiera competir a nivel de campeonato mundial. El equipo, patrocinado por Monster Energy, dirigió un Ford Focus RS WRC 2011 para el y su copiloto Alex Gelsomino en los eventos seleccionados en el Campeonato Mundial de Rally. En 2012, el equipo entró en un segundo coche para el piloto australiano Chris Atkinson en el Rally de México, su última participación fue en el Rally México 2013 donde Block logró su mejor participación en el WRC al terminar séptimo, esta ocasión fue la primera vez que el equipo corrió como el Hoonigan Racing Division.
En el Global RallyCross Championship, Block terminó 5.º en 2012, 3.º en 2013, 2.º en 2014 y 7.º en 2015. Block también consiguió un tercer puesto en Noruega y un cuarto en Francia en el Campeonato Mundial de Rallycross en 2014.
En 2016, Block compitió a tiempo completo en el Campeonato Mundial de Rallycross de la FIA junto a Andreas Bakkerud, conduciendo el nuevo Ford Focus RS. El coche fue construido y preparado por M-Sport, un equipo británico de automovilismo, que también construye y prepara los coches para cada equipo del rally y varios equipos del rallycross que compiten con el modelo del Fiesta.

## Resultados

### Resultados en el Campeonato de Europa de Rallycross

#### Supercar
| Año  | Equipo                   | Auto           | No | Piloto    | 1   | 2     | 3   | 4   | 5   | ERX  | Pts |
| ---- | ------------------------ | -------------- | -- | --------- | --- | ----- | --- | --- | --- | ---- | --- |
| 2014 | Hoonigan Racing Division | Ford Fiesta ST | 43 | Ken Block | GBR | NOR 1 | BEL | GER | ITA | 15.º | 16  |

### Resultados en el Global Rallycross Championship

#### Supercar
| Año  | Equipo                               | Auto           | No | Piloto    | 1      | 2      | 3        | 4      | 5      | 6      | 7      | 8      | 9     | 10      | 11      | 12    | GRC  | Pts |
| ---- | ------------------------------------ | -------------- | -- | --------- | ------ | ------ | -------- | ------ | ------ | ------ | ------ | ------ | ----- | ------- | ------- | ----- | ---- | --- |
| 2011 | Monster World Rally Team             | Ford Fiesta    | 43 | Ken Block | IRW1   | IRW2   | SEA1     | SEA2   | PIK1   | PIK2   | LA1 11 | LA2 13 |       |         |         |       | 23.º | 10  |
| 2012 | Monster World Rally Team Ford Racing | Ford Fiesta    | 43 | Ken Block | CHA 15 | TEX 8  | LA 2     | LOU 5  | LV 7   | LVC 10 |        |        |       |         |         |       | 5.º  | 58  |
| 2013 | Hoonigan Racing Division             | Ford Fiesta ST | 43 | Ken Block | BRA 9  | MUN1 2 | MUN2 DSQ | LOU 5  | BRI 2  | IRW 6  | ATL 8  | CHA 7  | LV 1  |         |         |       | 3.º  | 115 |
| 2014 | Hoonigan Racing Division             | Ford Fiesta ST | 43 | Ken Block | BAR 10 | AUS 11 | DC 7     | NY 3   | CHA 1  | DAY 2  | LA1 3  | LA2 2  | SEA 9 | LV 1    |         |       | 2.º  | 376 |
| 2015 | Hoonigan Racing Division             | Ford Fiesta ST | 43 | Ken Block | FTA 1  | DAY1 8 | DAY2 2   | MCAS 1 | DET1 1 | DET2 7 | DC 3   | LA1 11 | LA2 9 | BAR1 11 | BAR1 10 | LV 10 | 7.º  | 345 |

### Resultados en el Campeonato Mundial de Rallycross

#### Supercar
| Año  | Equipo                   | Auto           | N.º | Piloto           | 1      | 2      | 3      | 4      | 5      | 6      | 7      | 8      | 9      | 10     | 11      | 12     | C.P. | Pts | C.E. | Pts |
| ---- | ------------------------ | -------------- | --- | ---------------- | ------ | ------ | ------ | ------ | ------ | ------ | ------ | ------ | ------ | ------ | ------- | ------ | ---- | --- | ---- | --- |
| 2014 | Hoonigan Racing Division | Ford Fiesta ST | 43  | Ken Block        | POR    | GBR    | NOR 3  | FIN    | SWE    | BEL    | CAN    | FRA 4  | GER    | ITA    | TUR DNP | ARG    | 16.º | 32  | N/A  | N/A |
| 2016 | Hoonigan Racing Division | Ford Focus RS  | 13  | Andreas Bakkerud | POR 4  | HOC 12 | BEL 14 | GBR 6  | NOR 1  | SWE 1  | CAN 2  | FRA 2  | BAR 7  | LAT 4  | GER 3   | ARG 1  | 3.º  | 239 | 4.º  | 302 |
| 2016 | Hoonigan Racing Division | Ford Focus RS  | 43  | Ken Block        | POR 18 | HOC 3  | BEL 19 | GBR 14 | NOR 14 | SWE 13 | CAN 10 | FRA 6  | BAR 16 | LAT 16 | GER 12  | ARG 15 | 14.º | 63  | 4.º  | 302 |
| 2017 | Hoonigan Racing Division | Ford Focus RS  | 13  | Andreas Bakkerud | BAR 3  | POR 10 | HOC 14 | BEL 6  | GBR 3  | NOR 2  | SWE 2  | CAN 13 | FRA 4  | LAT 4  | GER 8   | RSA 7  | 6.º  | 194 | 4.º  | 306 |
| 2017 | Hoonigan Racing Division | Ford Focus RS  | 43  | Ken Block        | BAR 9  | POR 11 | HOC 11 | BEL 8  | GBR 7  | NOR 8  | SWE 9  | CAN 9  | FRA 7  | LAT 14 | GER 14  | RSA 8  | 9.º  | 112 | 4.º  | 306 |

### Resultados en el Campeonato Mundial de Rally
| Año  | Equipo                          | Auto                 | No. | Piloto         | 1      | 2      | 3       | 4      | 5   | 6       | 7     | 8       | 9       | 10     | 11     | 12      | 13     | C.P. | Pts | C.C. | Pts |
| ---- | ------------------------------- | -------------------- | --- | -------------- | ------ | ------ | ------- | ------ | --- | ------- | ----- | ------- | ------- | ------ | ------ | ------- | ------ | ---- | --- | ---- | --- |
| 2010 | Monster Energy World Rally Team | Ford Focus RS WRC 08 | 43  | Ken Block      | SWE    | MEX 18 | JOR     | TUR 24 | NZL | POR Ret | BUL   | FIN     | GER Ret | JPN    | FRA 12 | ESP 9   | GBR 21 | 19.º | 2   | -    | -   |
| 2011 | Monster Energy World Rally Team | Ford Fiesta RS WRC   | 43  | Ken Block      | SWE 14 | MEX 12 | POR DNS | JOR    | ITA | ARG 18  | GRE   | FIN     | GER 17  | AUS 19 | FRA 8  | ESP Ret | GBR 9  | 22.º | 6   | 8.º  | 27  |
| 2012 | Monster Energy World Rally Team | Ford Fiesta RS WRC   | 21  | Chris Atkinson | MON    | SWE    | MEX Ret | POR    | ARG | GRE     | NZL   | FIN     | GER     | GBR    | FRA    | ITA     | ESP    | 20.º | 4   | -    | -   |
| 2012 | Monster Energy World Rally Team | Ford Fiesta RS WRC   | 43  | Ken Block      | MON    | SWE    | MEX 9   | POR    | ARG | GRE     | NZL 9 | FIN Ret | GER     | GBR    | FRA    | ITA     | ESP    | 28.º | 4   | -    | -   |
| 2013 | Hoonigan Racing Division        | Ford Fiesta RS WRC   | 43  | Ken Block      | MON    | SWE    | MEX 7   | POR    | ARG | GRE     | ITA   | FIN     | GER     | AUS    | FRA    | ESP     | GBR    | 17.º | 6   | -    | -   |